# Штахель, Хельмут
Хе́льмут Шта́хель (нем. Hellmuth Stachel) (родился 6 октября 1942 в Граце, Австрия) — австрийский математик, профессор Венского технического университета, специалист по геометрии, кинематике и системам автоматизации проектных работ.

## Биография
Хельмут Штахель родился 6 октября 1942 года в австрийском городе Граце в семье учителей начальной школы. Начальную школу окончил в Трофайахе, среднюю  — в Леобене. В 1965 году окончил Грацский университет и Технический университет Граца, получив диплом школьного учителя по специальностям «математика» и «начертательная геометрия». В аспирантуре Грацского университета обучался по специальности «математика, астрономия и философия». Степень доктора философии получил в 1969 году. Научным руководителем был профессор Fritz Hohenberg. В 1971 году прошёл хабилитацию по геометрии в Техническом университете Граца. В 1980 году перешёл на работу в Венский технический университет.
В августе 1984 года был приглашённым профессором в Южно-китайском техническом университете в Гуанчжоу, а в октябре 1989  —  в университете Тунцзи в Шанхае.
Принимает активное участие в работе «Международного общества геометрии и графики» Архивная копия от 15 января 2010 на Wayback Machine (International Society for Geometry and Graphics, ISGG). В 1990 году был избран председателем, а в 1994 году  —  вице-президентом этого общества. В 1996 году создал научный журнал Journal for Geometry and Graphics Архивная копия от 13 октября 2009 на Wayback Machine и с тех пор является его главным редактором.

## Научный вклад
Написал 3 книги и около 120 научных статей по классической и начертательной геометрии, кинематике и теории механизмов, а также системам автоматизации проектных работ. Изучал изгибаемые многогранники в 4-мерном евклидовом пространстве и 3-мерном пространстве Лобачевского.

## Награды и премии
В 1991 году избран членом-корреспондентом Австрийской академии наук. В 1993 получил «German-Austrian University-Software Award» за разработку образовательных Cad-3d программ. В 2004 году получил The Steve M. Slaby Award.

## Работы, опубликованные на русском языке
- Х. Штахель, И. Валлнер. Теорема Айвори в гиперболических пространствах Архивная копия от 9 июля 2011 на Wayback Machine, Сиб. мат. журнал, 45, № 4, 946—959. (2004). ISSN 0037-4474.

## Книги

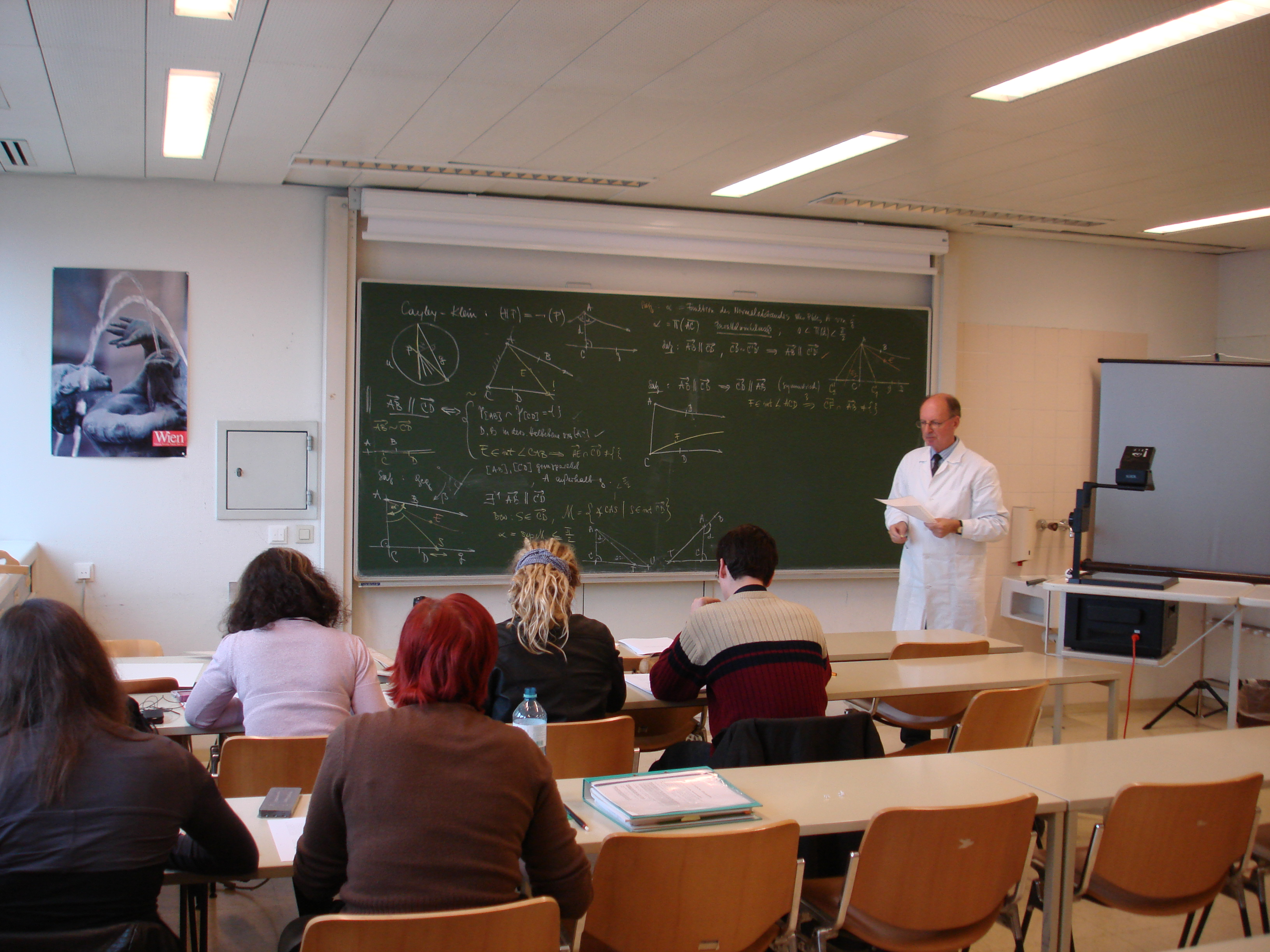
Профессор Хельмут Штахель читает лекцию по неевклидовой геометрии в Венском техническом университете 17-го ноября 2009 года

- G. Glaeser and H. Stachel. Open Geometry: OpenGL + Advanced Geometry. Springer: New York, 1999. ISBN 0-387-98599-9.
- T. Arens, F. Hettlich, Ch. Karpfinger, U. Kockelkorn, K. Lichtenegger, and H. Stachel.  Mathematik, 1.Aufl. Spektrum: Heidelberg, 2008, 1500 p. ISBN 978-3-8274-1758-9.
- T. Arens, F. Hettlich, Ch. Karpfinger, U. Kockelkorn, K. Lichtenegger, and H. Stachel. Arbeitsbuch Mathematik. Spektrum: Heidelberg, 2009, 683 p. ISBN 978-3-8274-2123-4.

## Статьи об изгибаемых многогранниках
- H. Stachel. Flexible octahedra in the hyperbolic space. In the book: Non-Euclidean geometries. János Bolyai memorial volume (Eds. A. Prékopa et al.). New York: Springer. Mathematics and its Applications (Springer) 581, 209—225 (2006). ISBN 0-387-29554-2.
- H. Stachel. Flexible cross-polytopes in the Euclidean 4-space. J. Geom. Graph. 4, No.2, 159—167 (2000). ISSN 1433-8157.
- H. Stachel. Higher order flexibility of octahedra. Period. Math. Hung. 39, No.1—3, 225—240 (1999). ISSN 0031-5303.